# 康斯坦丁諾斯·哥維齊斯
康斯坦丁諾斯·哥維齊斯（1999年11月19日—）是希臘男子水球運動員。他曾隨國家隊參加2020年夏季奧林匹克運動會，結果隊伍在決賽中不敵塞爾維亞隊奪得銀牌。